# Tegenaria abchasica
Espèce
Tegenaria abchasica est une espèce d'araignées aranéomorphes de la famille des Agelenidae. 

## Répartition et habitat
Tegenaria abchasica se rencontre en Russie dans le Krai de Krasnodar et en Géorgie dans l'Abkhazie (région) voisine. Elle a d'abord été trouvée dans des grottes en Abkhazie, puis en Russie dans des milieux plus ouverts (forêts d'ifs et de buis).

## Description
Tegenaria abchasica diffère de toutes les autres espèces connues du genre Tegenaria par la présence de deux taches sombres sur la face supérieure du céphalothorax, à la jonction de la tête et du thorax. Il existe également un motif caractéristique sur la surface inférieure du céphalothorax, consistant en une ligne centrale plus claire avec une paire de taches plus claires de chaque côté (parfois plus d'une paire). T. abchasica est de taille variable ; une femelle avait une carapace d'environ 3,5 mm de long et un abdomen d'à peu près la même longueur. Le mâle est un peu plus petit, en particulier l'abdomen. La patte la plus longue est la quatrième, d'environ 13 à 14 mm de long au total.
Les mâles semblent ne vivre qu'un an, devenant matures en adultes et septembre et mourant en hiver ; les femelles hibernent.

## Taxonomie
Tegenaria abchasica a été décrit pour la première fois en 1941 Dmitry Evstratievich Charitonov (d),. Seul un mâle était connu à l'origine ; la femelle a été décrite pour la première fois en 2008.